# Partita di calcio straordinaria
Partita di calcio straordinaria (in russo Необыкновенный матч?, Neobyknovennyj matč) è un film del 1955 diretto da Mstislav Paščenko e Boris Dëžkin. È un cortometraggio d'animazione prodotto dalla Sojuzmul'tfil'm e proiettato alla 16ª Mostra internazionale d'arte cinematografica di Venezia nell'ambito della Mostra Internazionale del Film per Ragazzi. Il film ebbe un grande successo presso il pubblico e gli animatori professionisti, e fu seguito l'anno successivo dal corto Starye znakomye, incentrato sul nuoto.

## Trama
Un orsacchiotto presenta al pubblico un fatto straordinario accaduto nel reparto giocattoli di un grande emporio, dove un coniglietto di pezza apre una scatola di calciatori di legno. Gli omini, leggendo sulla scatola di essere "di prima qualità", credono di essere una squadra imbattibile e (soprattutto su iniziativa del capitano Čubik Zaznajka) assumono un comportamento arrogante e presuntuoso. La notizia si diffonde, e la squadra viene sfidata dalla sezione dei giocatori di gommapiuma a giocare una partita. Accettata la sfida, la squadra di legno si presenta subito al campo e si porta presto in vantaggio di due reti grazie alla sua maleducazione e mancanza di rispetto. Tuttavia la squadra di gommapiuma, agile e onesta, riesce a segnare quattro reti e a vincere sventando le scorrettezze degli avversari (come il rapimento del portiere). L'orsacchiotto termina la storia con la seguente morale: "Colui che leva il naso con fare presuntuoso più in alto del suo viso, sovente sbatte il muso".

## Distribuzione

### Edizione italiana
Il film fu distribuito in Italia il 2 gennaio 1959 abbinato a La regina delle nevi. Come per il lungometraggio, il doppiaggio fu eseguito presso la S.I.D. con la partecipazione dell'A.R.S. e diretto da Anton Giulio Majano.